# Корнбакк, Торбьёрн
Торбьёрн Корнбакк (швед. Torbjörn Jarle Kornbakk; род. 28 мая 1965, Гётеборг) — шведский борец греко-римского стиля, чемпион и призёр чемпионатов Европы, призёр чемпионата мира, призёр летних Олимпийских игр 1992 года в Барселоне, участник двух Олимпиад.

## Карьера
Выступал в полусредней весовой категории (до 74 кг). Чемпион (1990, 1997 годы), серебряный (1989) и бронзовый (1991, 1994) призёр чемпионатов Европы. Серебряный призёр Кубка мира 1990 года в Гётеборге. Бронзовый призёр чемпионата мира 1994 года в Тампере.
На Олимпийских играх 1992 года в Барселоне Корнбакк победил турка Эрхана Балчи, алжирца Йосефа Бугуерру, австрийца Антона Мархла, чеха Ярослава Земана, но проиграл поляку Юзефу Трачу. В схватке за бронзовую медаль швед победил кубинца Нестора Алманзу.
На следующих Олимпийских играх в Атланте Корнбакк уступил южнокорейцу Киму Джинсу, победил венесуэльца Нестора Гарсиа, турка Назми Авлуджу, но проиграл поляку Юзефу Трачу и занял итоговое 10-е место.